# Why (canción de Annie Lennox)
«Why» -en español: «¿Por qué?»- es el primer sencillo en solitario de la cantante escocesa Annie Lennox, extraído de su álbum Diva. Fue lanzado en 1992 por medio de BMG y Arista Records. La canción alcanzó cierto reconocimiento en el Reino Unido en donde ocupó quinta posición; en los Estados Unidos alcanzó la trigésimo cuarta posición en la lista Billboard Hot 100 y la sexta en la lista Billboard Adult Contemporany.
El emotivo video musical, el cual muestra a la cantante en un proceso artístico de transformación mediante maquillaje y vestuario, fue galardonado en la categoría de mejor video femenino en los MTV Video Music Awards de 1992.

## Formatos de lanzamiento

### Vinilo de 7" pulgadas
- Lado A: «Why» - 4:53
- Lado B: «Primitive» - 4:17

### CD maxi
1. «Why» - (4:53)
2. «Primitive»† - (4:20)
3. «Why» (instrumental) - (4:54)

- † Programado por - Marius de Vries

## Posicionamiento en listas
| Alemania       | German Singles Chart         | 12 |
| Australia      | Australian Singles Chart     | 17 |
| Austria        | Austrian Singles Chart       | 11 |
| Canadá         | Canadian Singles Chart       | 7  |
| Dinamarca      | Danish Singles Chart         | 6  |
| Estados Unidos | Billboard Hot 100            | 34 |
| Estados Unidos | Billboard Adult Contemporany | 6  |
| Irlanda        | Irish Singles Chart          | 5  |
| Italia         | FIMI                         | 1  |
| Nueva Zelanda  | New Zealand Albums Chart1    | 15 |
| Noruega        | Norweigen Singles Chart      | 6  |
| Países Bajos   | Dutch Top 40                 | 8  |
| Reino Unido    | UK Singles Chart             | 5  |
| Suecia         | Swedish Singles Chart        | 10 |
| Suiza          | Swiss Singles Chart          | 10 |

## Versión de DJ Sammy
«Why» es un sencillo del disc-jockey DJ Sammy, extraído de su álbum The Rise, lanzado en 2005. Cuenta con la participación vocal de la cantante alemana Britta Medeiros. El video musical muestra al disc-jockey en una cabina, rodeado por tableros electrónicos, los cuales usa para crear tres mujeres holográficas que cantan la canción.

### Formatos de lanzamiento
Sencillo para Estados Unidos
1. «Why» (Versión para radio) – 4:00
2. «Why» (Mezcla de Candlelight) – 4:25
3. «Why» (Mezcla extendida) – 6:44
4. «Why» (Mezcla de Phunk Investigation) – 5:55
5. «Why» (Mezcla de Breeze & Styles) – 6:17
6. «Why» (Mezcla extendida de DJ Sammy) – 7:10
7. «Why» (Mezcla de Parker & Hanson) – 7:58
8. «Why» (Mezcla de Andrew McCensit) – 7:58
9. «Why» (Mezcla de Phunk Investigation Dub) – 9:21

Sencillo para Alemania
1. «Why» (Versión para radio)
2. «Why» (Mezcla extendida de DJ Sammy)
3. «Why» (Mezcla de Parker & Hanson)
4. «Cheba»

Sencillo para Australia
1. «Why» (Versión para radio)
2. «Why» (Mezcla de Club Mix)
3. «Why» (Mezcla extendida de DJ Sammy)
4. «Why» (Mezcla de Parker & Hanson)

Sencillo para Reino Unido
1. «Why» (Versión para radio) – 3:28
2. «Why» (Mezcla de Club Mix) – 6:43
3. «Why» (Breeze & Styles Remix) – 6:19
4. «Why» (Phunk Investigation Remix) – 5:55
5. «Why» (Mezcla de Breeze & Styles) – 8:46
6. Video musical de «Why»